# Base de Gröbner
En matemáticas, y más específicamente en álgebra computacional, geometría algebraica computacional y álgebra conmutativa computacional, una base de Gröbner es un tipo particular de conjunto generador de un ideal en un anillo polinominal {\displaystyle \mathbb {K} [x_{1},\dots ,x_{n}]} sobre un cuerpo {\displaystyle \mathbb {K} }. Una base de Gröbner permite deducir fácilmente muchas propiedades importantes del ideal y de la variedad algebraica asociada, como la dimensión y el número de ceros cuando es finito. El cálculo de bases de Gröbner es una de las principales herramientas prácticas para resolver sistemas de ecuaciones polinómicas y calcular imágenes de variedades algebraicas bajo proyecciones o funciones racionales.
El cálculo de la base de Gröbner puede verse como una generalización multivariante no lineal del algoritmo de Euclides para calcular el máximo común divisor polinomial y  de la eliminación de Gauss para sistemas lineales.
Las bases de Gröbner se introdujeron en 1965, junto con un algoritmo para calcularlas (algoritmo de Buchberger), por Bruno Buchberger en su Ph.D. tesis. Les puso el nombre de su asesor Wolfgang Gröbner. En 2007, Buchberger recibió el Premio de Teoría y Práctica Kanellakis de París de la Asociación de Maquinaria de Computación por este trabajo. Sin embargo, el matemático ruso Nikolai Günther había introducido una noción similar en 1913, publicada en varias revistas matemáticas rusas. Estos documentos fueron ignorados en gran medida por la comunidad matemática hasta su redescubrimiento en 1987 por Bodo Renschuch et al. Heisuke Hironaka desarrolló de forma independiente un concepto análogo para series de potencias multivariadas en 1964, quien las denominó bases estándar. Este término ha sido utilizado por algunos autores para referirse también a las bases de Gröbner.
La teoría de las bases de Gröbner ha sido extendida por muchos autores en varias direcciones. Se ha generalizado a otras estructuras como anillos de polinomios sobre DIPs, y también a algunas clases de anillos y álgebras no conmutativas, como las álgebras de Ore.

## Definición
Dado un anillo de polinomios {\displaystyle \mathbb {K} [X]=\mathbb {K} [x_{1},\dots ,x_{n}]} sobre un cuerpo {\displaystyle \mathbb {K} ,} y fijado un orden admisible '{\displaystyle \leq }' (esto es, un buen orden en el conjunto de los monomios mónicos que respeta productos), una base de Gröbner para un ideal {\displaystyle I\leq \mathbb {K} [X]} con respecto del orden monomial {\displaystyle \leq } es un conjunto finito {\displaystyle G=\{g_{1},\dots ,g_{s}\}\subseteq \mathbb {K} [X]} que genera el ideal {\displaystyle I} de tal manera que:
para todo {\displaystyle f\in I} con monomio líder {\displaystyle X^{\alpha }} existe {\displaystyle g_{i}\in G} con monomio líder {\displaystyle X^{\beta }} divisor de {\displaystyle X^{\alpha }.}
La última condición equivale a que {\displaystyle \alpha =\beta +\gamma } para cierto {\displaystyle \gamma \in \mathbb {N} ^{n};} el orden monomial se usa para decidir cuál es el monomio líder.
Para cualquier elección de anillo de polinomios y orden monomial, y para cualquier subconjunto finito de polinomios, siempre se puede calcular una base de Gröbner para el ideal que genera dicho conjunto mediante el algoritmo de Buchberger. Nótese que, con esta definición, todo conjunto de polinomios que contenga a {\displaystyle G} y esté contenido en {\displaystyle I} es también una base de Gröbner. Para que exista unicidad se usan bases especiales llamadas bases de Gröbner reducidas. Como cualesquiera dos bases reducidas para un ideal —con un orden monoial fijo— son iguales, esto da un algoritmo efectivo para determinar si dos conjuntos finitos de polinomios generan el mismo ideal (es decir, si dos sistemas de ecuaciones algebraicas son equivalentes).